# Ван Рюн, Шеф
Йо́зефус Йоха́ннес Анто́ниус Франци́скус ван Рюн (нидерл. Jozephus Johannes Antonius Franciscus van Run; 12 января 1904 или 2 января 1904, Хертогенбос — 17 декабря 1973, Эйндховен, Северный Брабант) — нидерландский футболист, играл на позиции правого защитника; участник чемпионата мира (1934).

## Биография

### Клубная карьера
Всю футбольную карьеру на протяжении 16 сезонов Ван Рюн играл за ПСВ. В составе этой команды выиграл два чемпионских титула в 1929 и 1935 годах и на протяжении многих лет был капитаном команды. Всего за ПСВ сыграл во всех турнирах 475 матчей, прежде чем в 1942 году ушёл из футбола в возрасте 38 лет.

### Карьера в сборной
В составе сборной Нидерландов принимал участие на олимпийском футбольном турнире 1928 года, но на поле так и не вышел.
Спустя шесть лет принимал участие на чемпионате мира 1934 года, где сыграл в мачте со сборной Швейцарии, который закончился поражением голландцев со счётом 3:2. Всего за сборную Нидерландов сыграл 25 матчей, в которых не отметился забитыми мячами.

### Смерть
Скончался 17 декабря 1973 года в Эйндховене в возрасте 69 лет.

## Достижения
ПСВ
- Чемпион Нидерландов (2) : 1928/29, 1934/35